# Fallicambarus macneesei
Fallicambarus macneesei är en kräftdjursart som först beskrevs av Black 1967.  Fallicambarus macneesei ingår i släktet Fallicambarus och familjen Cambaridae. IUCN kategoriserar arten globalt som livskraftig. Inga underarter finns listade i Catalogue of Life.